# アエロメヒコ航空576便ハイジャック事件
アエロメヒコ航空576便ハイジャック事件とは、2009年9月9日にアエロメヒコ航空576便カンクン発メキシコシティ行のボーイング737-852が、フェリペ・カルデロンメキシコ大統領との対話を求める犯人によってハイジャックされた事件である。
乗客はメキシコシティ国際空港に到着後解放され、その後乗員も解放された。これによりメキシコ当局はハイジャック犯とみられた5人の拘束に成功したが、このうち犯人であると断定することができたのはたった一人であった。

## 事件の経過
記録によると、アエロメヒコ航空576便はメキシコのキンタナ・ロー州にあるカンクン国際空港を現地時間の11時38分に離陸した。メキシコ・シティ国際空港への到着予定時刻は13時50分であり、フランス人やアメリカ人を含む107人が搭乗していた。
メキシコシティ国際空港に着陸後、機体は滑走路23Lの端にある緊急エプロンに入り乗客はそこですぐに解放された。この乗客たちがバスに乗り込み機体を離れ、武装したメキシコ公安当局が乗員と犯人が残る航空機を包囲する姿は多くのレポーター達によって目撃されている。当初犯人はカルデロン大統領との対話を求めている3人のボリビア人であり、ケーブルなどを組み合わせた即席爆発装置を所有していると伝えられており、メキシコ政府は緊急会合を開き非常事態宣言を発令した。そして14時37分大半の人質が降機してバスにより避難した。
同日14時56分、連邦警察は航空機に突入し容疑者として武器を持たない5人の男性を拘束した。これに対しメキシコシティのボリビア大使館はこの中にボリビア人が含まれているとの情報を否定した。また乗客が目撃していた爆発装置に関しては爆発物処理班が機内を捜索したものの発見することが出来なかった。

## 犯人
公安当局の局長であるヘナーロ・ガルシーア・ルナは事件後記者会見を開き、5人のうちの1人がホセ・マルク・フローレス・ペレイラ（José Marc Flores Pereira、ホスマルとも呼ばれる）というボリビア人の男であり犯人と特定したこと、またフローレスがボリビアのサンタ・クルス・デ・ラ・シエラで刑務所に入所していたことがあるとのことを発表した 。
フローレスは過去に麻薬や酒で問題を抱えており、ハイジャックも神のお告げによるものであると供述していた。ハイジャックが行われた日付が2009年9月9日であるのも、獣の数字としても有名な666をさかさまにした日であることでこの日を選んだと思われる。また爆発物であると思われたものは古いフルーツジュースの缶と飾り電球で出来ており、爆発の可能性はないものであった。
ちょうどこの便に乗り合わせていたキンタナ・ロー州の労働党議員エルナン・ビジャトーロ・バリオスはラジオのインタビューで、ハイジャック犯は宗教的な予言が収録されている聖書を所持しており、カルデロン大統領に対し、震災に襲われるために9月16日にメキシコシティ中心部で行われる独立記念式典への出席を見合わせるよう警告していたという。